# Giuseppe Concone

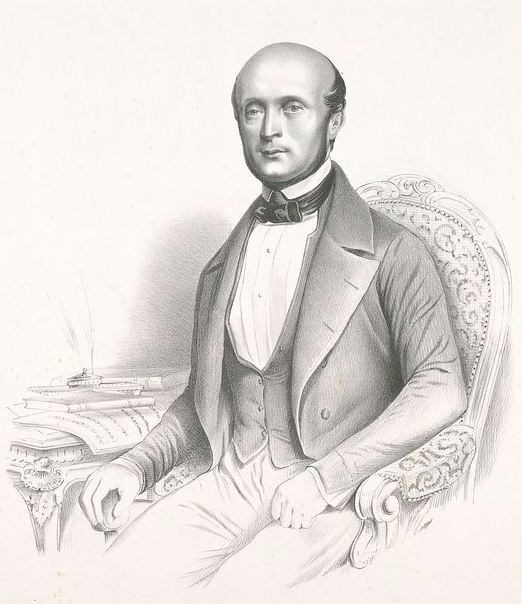
Giuseppe Concone

Paolo Giuseppe Gioacchino Concone (Torino, 12 settembre 1801 – Torino, 6 giugno 1861) è stato un compositore e didatta italiano.

## Biografia
Fu organista e maestro di cappella presso la corte sabauda di Torino. Insegnò canto al Conservatorio di Parigi; a causa della rivoluzione, tornò a Torino.
Attivo anche come operista, è noto soprattutto per le sue pubblicazioni didattiche sullo studio dei vocalizzi.

## Opere didattiche
- 25 Lezioni o vocalizzi per il medium della voce op. 10, con accompagnamento di pianoforte, Ricordi, Milano
- 40 Lezioni per basso o baritono op. 17, con accompagnamento di pianoforte, Ricordi, Milano
- 50 Lezioni per il medium della voce op. 9, con accompagnamento di pianoforte, Ricordi, Milano
- 15 Vocalizzi op. 12, per soprano o mezzosoprano, con accompagnamento di pianoforte, Ricordi, Milano